# Stauffenbergallee (Dresden)

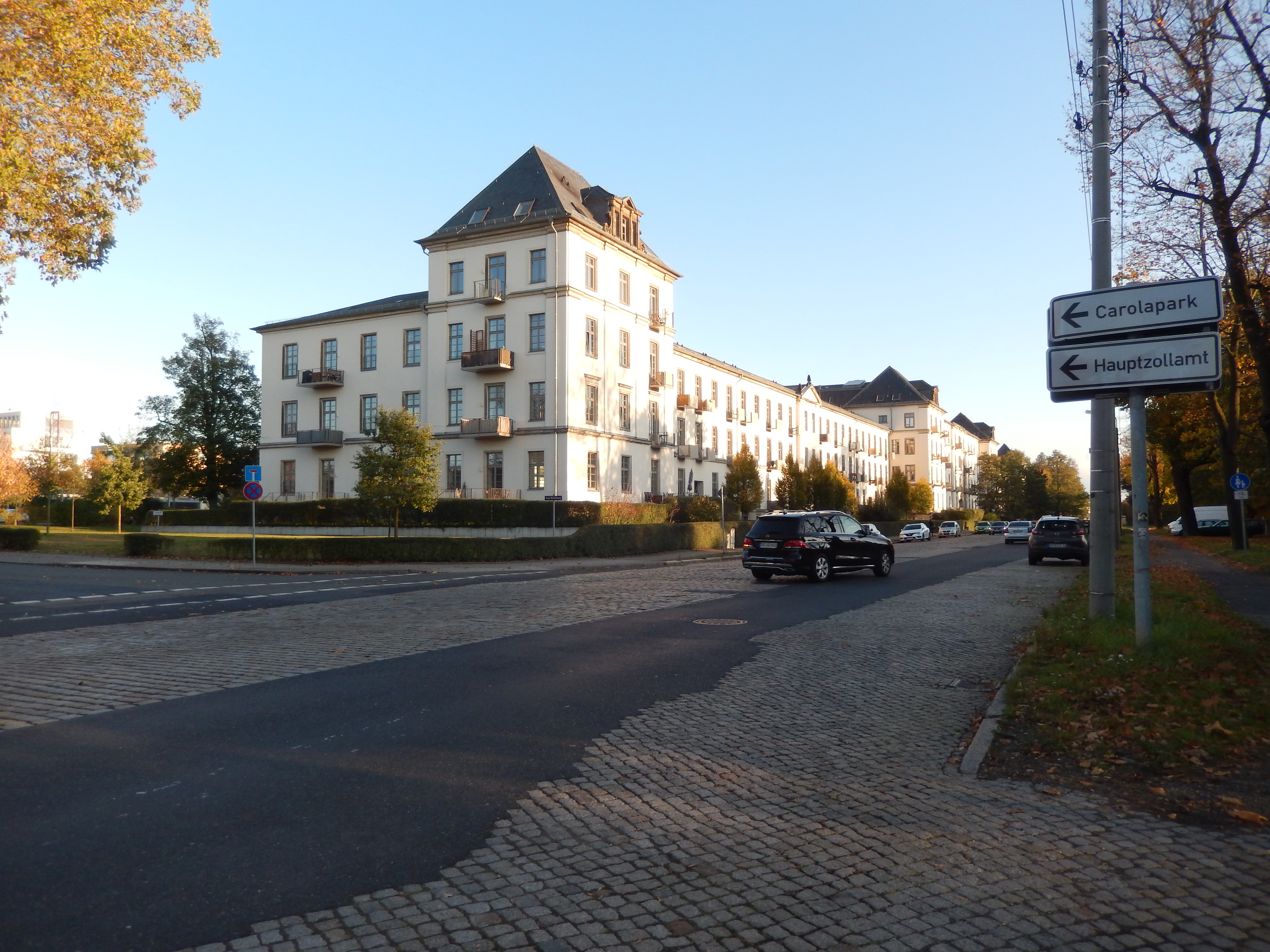
Zum Reiterberg 2019

Die Stauffenbergallee ist eine Straße in der Albertstadt im Norden von Dresden und verläuft von der Radeburger Straße am Heller zum Waldschlößchen (Radeberger Straße).

## Geschichte

### Um 1873
Nach dem siegreichen Deutsch-Französischen Krieg im Jahr 1871 entstand im nördlichen Teil der Stadt am Dresdner Heller, Hellerberge und der Jungen Dresdner Heide eine damals hochmoderne Kasernenstadt unter der Aufsicht des sächsischen Kriegsministers Alfred von Fabrice. In der Zeit von 1872 bis 1873 wurde eine Paradestraße, eine 30 Meter breite und 3 Kilometer lange Heerstraße, angelegt. Sie reichte vom Hammerweg im Westen bis zur Radeberger Straße in Richtung Osten, also vom St.-Pauli-Friedhof bis zum Waldschlößchen. Das Stück vom Hammerweg zur Radeburger Straße, die ehemalige Trainstraße, entstand in den 1980er Jahren. Die dortige Trainkaserne, erbaut von 1873 bis 1879 für das 1. Königlich Sächsische Train-Bataillon Nr. 12, ist nicht mehr vorhanden. Nach dem Waldschlößchen musste ein natürliches Hindernis, der Prießnitzgrund, überwunden werden. Der Prießnitztalviadukt, eine 23 Meter hohe Bogenbrücke aus Sandstein mit drei Segmentbögen von 15 Metern Spannweite, wurde in den Jahren 1872 bis 1873 gebaut.
Etwa in der Mitte der Stauffenbergallee kreuzt sie die Königsbrücker Straße. Der westliche Teil von der Kreuzung erhielt den Namen Prinz-Georg-Allee und der östliche den Namen Carola-Allee. Vom Hammerweg aus bis zum Waldschlößchen entstanden zahlreiche militärische Bauten, Kasernen und Wachen.

### Nach 1945
Die Straße und die Brücke hatten durch die Militärfahrzeuge und Kriegseinwirkungen stark an ihrer Substanz verloren und wurden 1958 und 1972 nach schweren Unwettern zeitweise eingeschränkt genutzt. Erst in der Zeit von 2001 bis 2003 wurde die Brücke umfassend instand gesetzt.
Nach dem Zweiten Weltkrieg wurden die militärischen Gebäude von der Roten Armee genutzt. Einquartierte ausgebombte Dresdner, Heimatvertriebene und Flüchtlinge mussten sich andere Unterkünfte suchen. In den 1950er Jahren teilten sich die sowjetische Militäradministration und die neugegründete Nationale Volksarmee (NVA) sowie die Kräfte der Bereitschaftsvolkspolizei das Areal und die Gebäude. Eine Namensänderung in Nordallee wurde 1946 durchgeführt. Im Jahr 1950 erfolgte die Umbenennung in Dr.-Kurt-Fischer-Allee. Nach der friedlichen Revolution 1989 wurde die Straße im Jahr 1991 zu Ehren des standrechtlich erschossenen Oberst Claus Schenk Graf von Stauffenberg umbenannt.
Beim Bau der Waldschlößchenbrücke ist der Abschnitt zwischen Radeberger Straße zur Königsbrücker Straße komplett saniert und erneuert worden. Auf dem anderen Abschnitt zwischen Königsbrücker Straße und Radeburger Straße wurden keinerlei Instandhaltungsmaßnahmen der stark befahrenen Straße vorgenommen. Das vorhandene Pflaster ist mehrfach mit Bitumenasphalt ausgebessert und geflickt worden. Die Gehwege sind zugewachsen und teilweise unpassierbar, besonders für gehbehinderte Menschen nicht nutzbar. Auf dem Stück zwischen Hammerweg und Radeburger Straße existieren weder ein Geh- noch ein Radweg. Höchste Gefahr für solche Nutzer, denn es gab bereits mehrere Unfälle, auch mit Todesfolge.
Die Militärbauten wurden zu Wohn- und Bürogebäuden umgebaut und die Wohnhäuser im Bereich zur Radeberger Straße sind ebenfalls saniert worden. Im anderen Bereich zur Radeburger Straße besteht noch Sanierungsbedarf. Inzwischen ist auch die Eisenbahnbrücke sanierungsbedürftig und soll gemeinsam mit der Stauffenbergallee abschnittsweise erneuert werden. Auch ein S-Bahn-Haltepunkt mit dem Namen "Dresden-Albertstadt" soll entstehen. An der Kreuzung Hammerweg ist ein Kreisverkehr geplant. Zwischen Rudolf-Leonhard-Straße und Hammerweg soll von Mai 2024 bis Oktober 2025 das Großpflaster gegen Asphalt ausgetauscht werden. Dabei sollen auch Radverkehrsanlagen und drei neue Fußgängerquerungen angelegt werden.

## Straßen
Beginnend an der Radeburger Straße (Bundesstraße 170) folgt die Einmündung des Pappelweges in Richtung Radeburger Straße, weiter ostwärts kreuzt der Hammerweg die Stauffenbergallee. Nach einer S-Kurve folgt die Straße Zum Reiterberg landwärts. Danach befindet sich das Denkmalfragment des Garde-Reiter-Denkmals am Hechtpark. Stadtwärts kommend münden die Rudolf-Leonhardt-Straße und die Buchenstraße in die Stauffenbergallee. Nunmehr unterquert sie die Eisenbahnbrücke der Strecke Görlitz–Dresden (Strecke 6212). Nach der Unterquerung mündet stadtwärts der Dammweg in die Allee. Die Königsbrücker Straße (Bundesstraße 97) kreuzt die Stauffenbergallee. Nach der Kreuzung mündet die Hans-Oster-Straße stadtwärts und geht in den Olbrichtplatz über. Als Nächstes wird der Prießnitzgrund überquert und es kreuzt die Marienallee. Stadtwärts folgt die Einmündung der Arno-Holz-Allee. Eine weitere Einmündung erfolgt mit dem Namen Else-Ulich-Beil-Straße in Höhe der Landesdirektion. Am Waldschlößchentunnel teilt sich die Stauffenbergallee und endet an der Radeberger Straße.

## Öffentlicher Nahverkehr
Vom Waldschlößchen kommend verkehren die Buslinien der Dresdner Verkehrsbetriebe 64 (Kaditz – Reick) und 74 (Marienallee – Jägerpark) abschnittsweise entlang der Stauffenbergallee. An der Kreuzung Königsbrücker Straße queren die Straßenbahnlinien 7 (Pennrich – Weixdorf) und 8 (Südvorstadt – Hellerau). An der Radeburger Straße verkehren die Buslinien 70 (Gompitz – Industriegebiet Nord) und 81 (Wilschdorf – Bahnhof Neustadt)

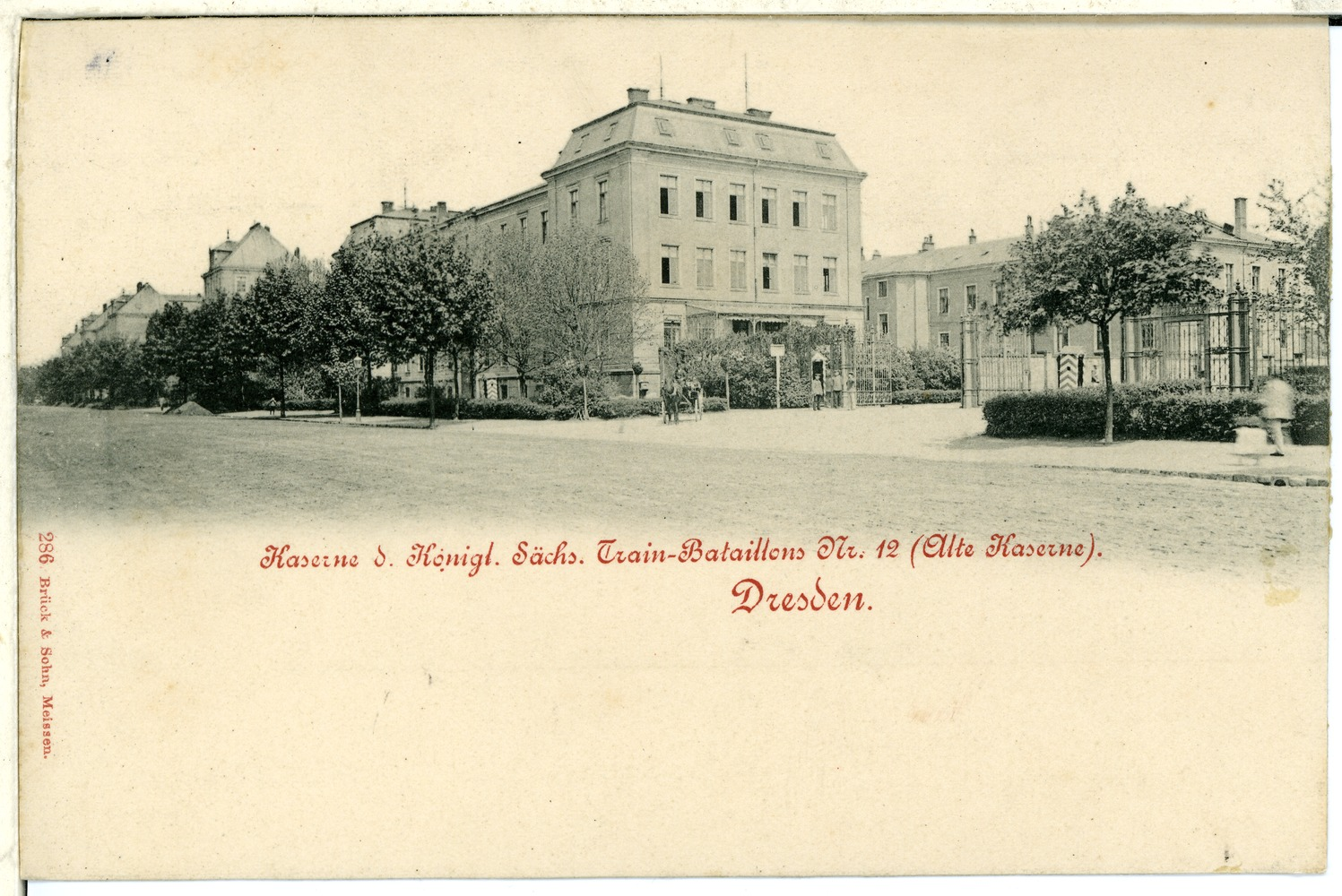
Trainkaserne um 1898
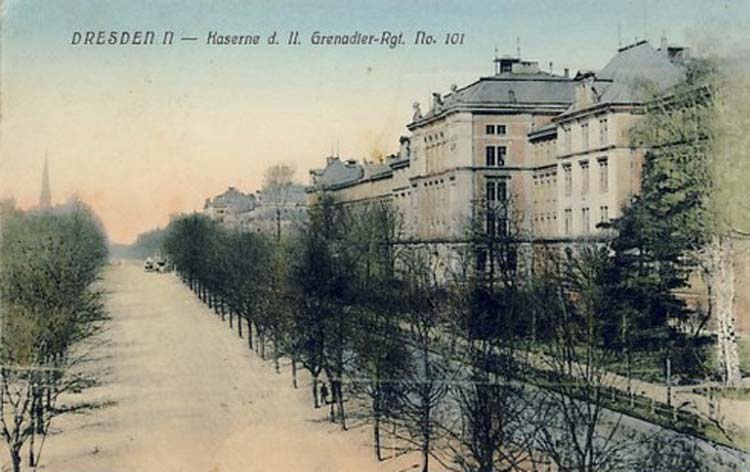
Grenadierkaserne Regiment 101 um 1899
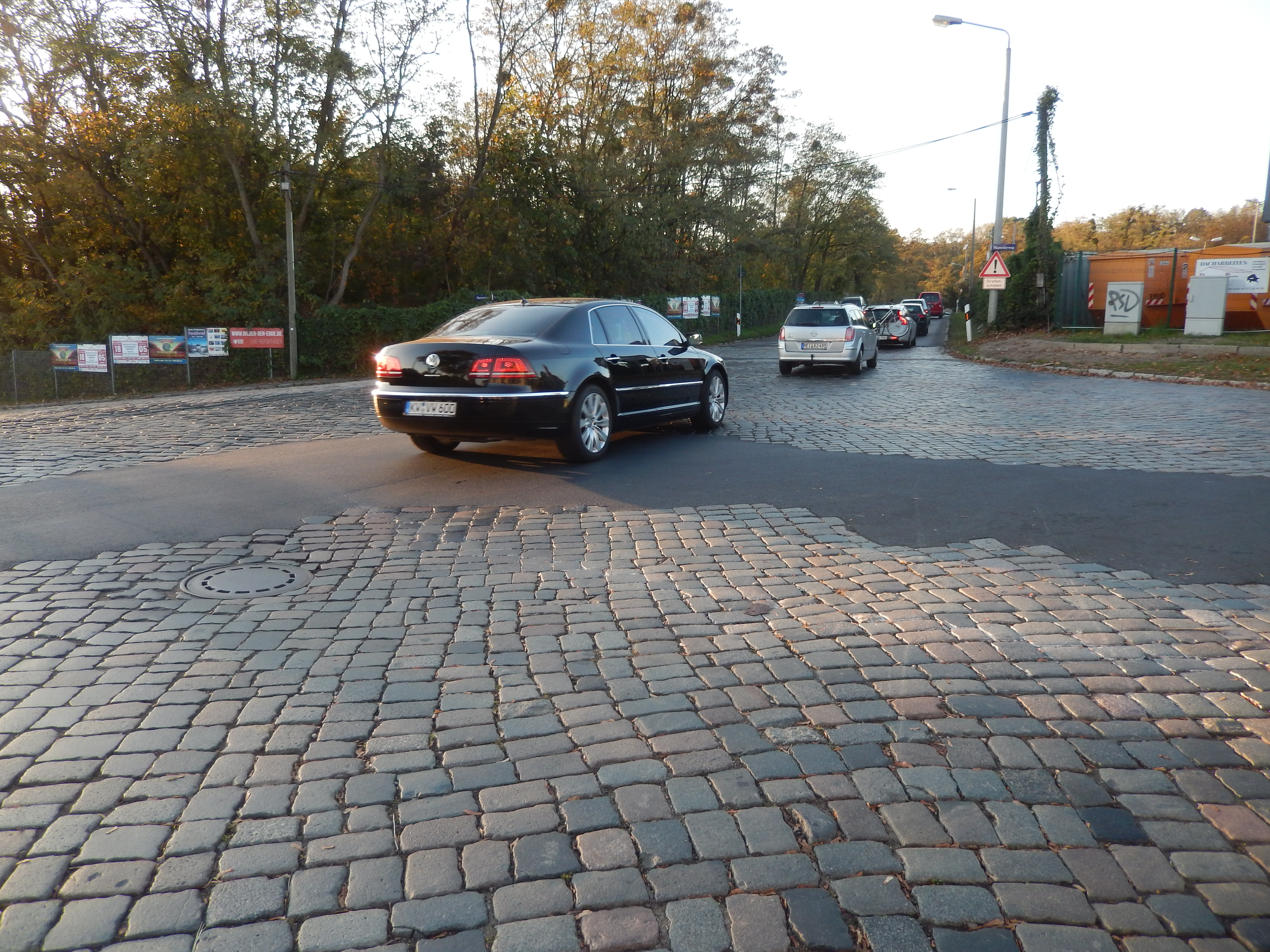
Stauffenbergallee Kreuzung Hammerweg 2019
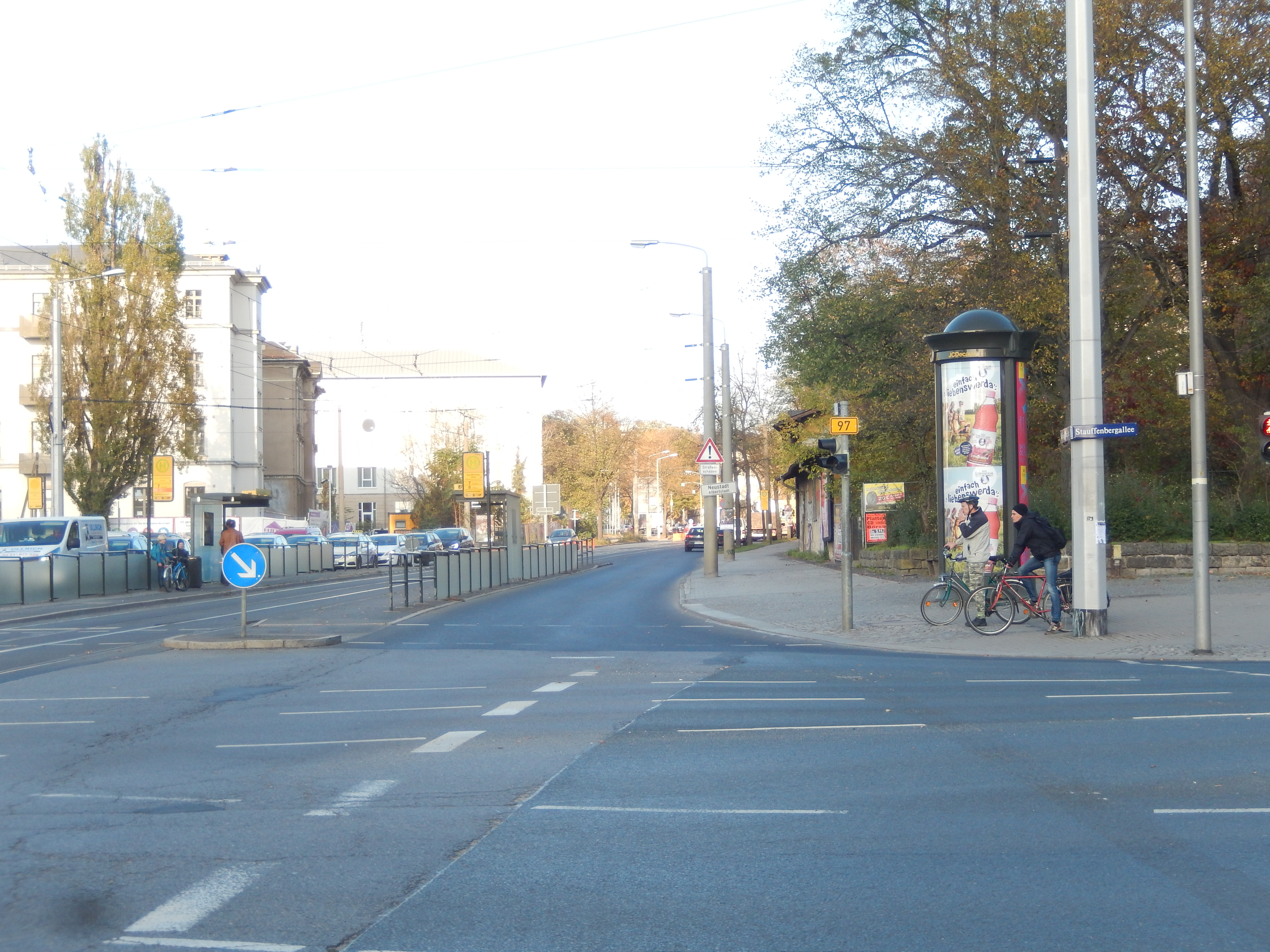
Königsbrücker Straße landwärts 2019
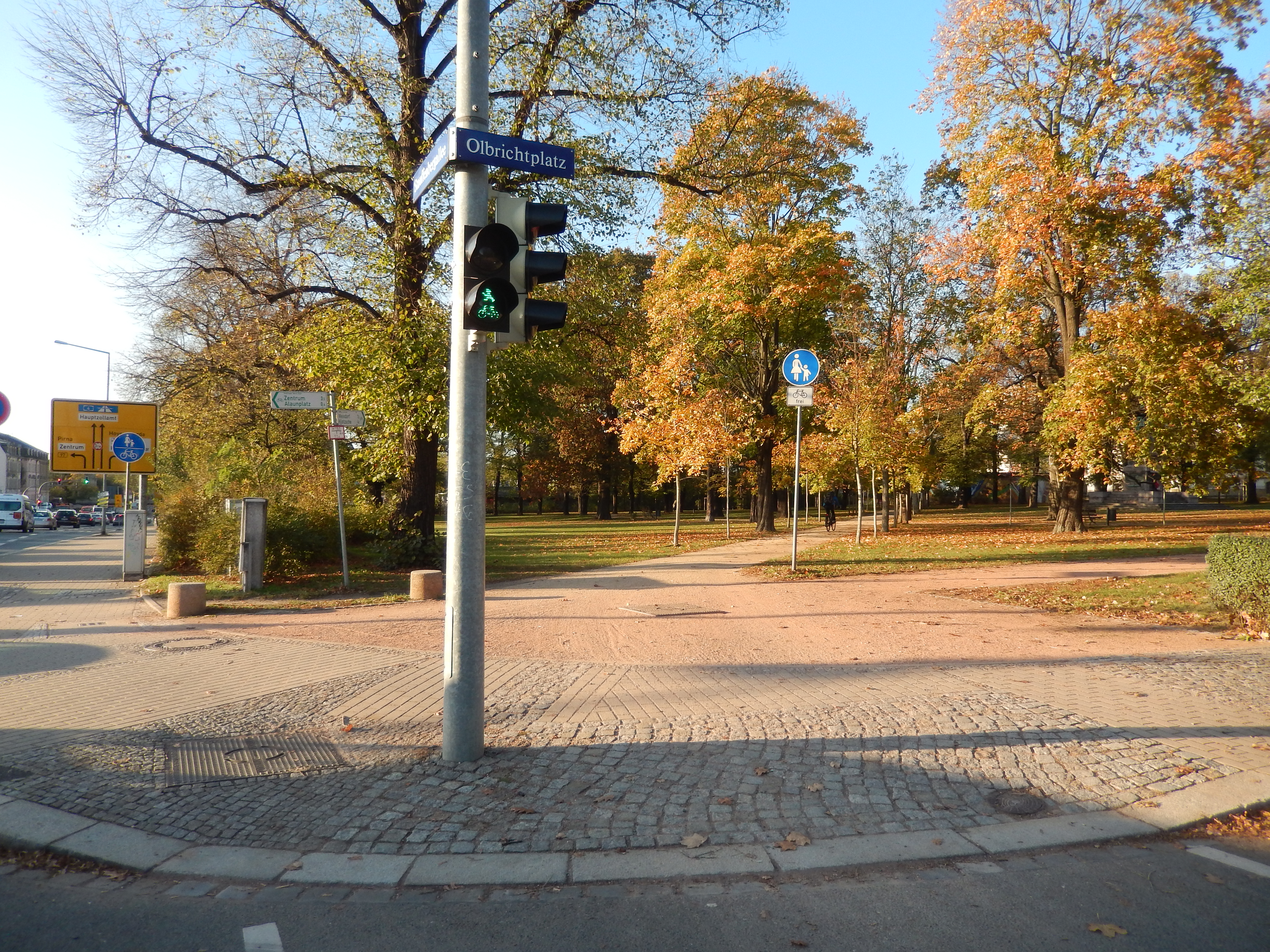
Olbrichtplatz 2019
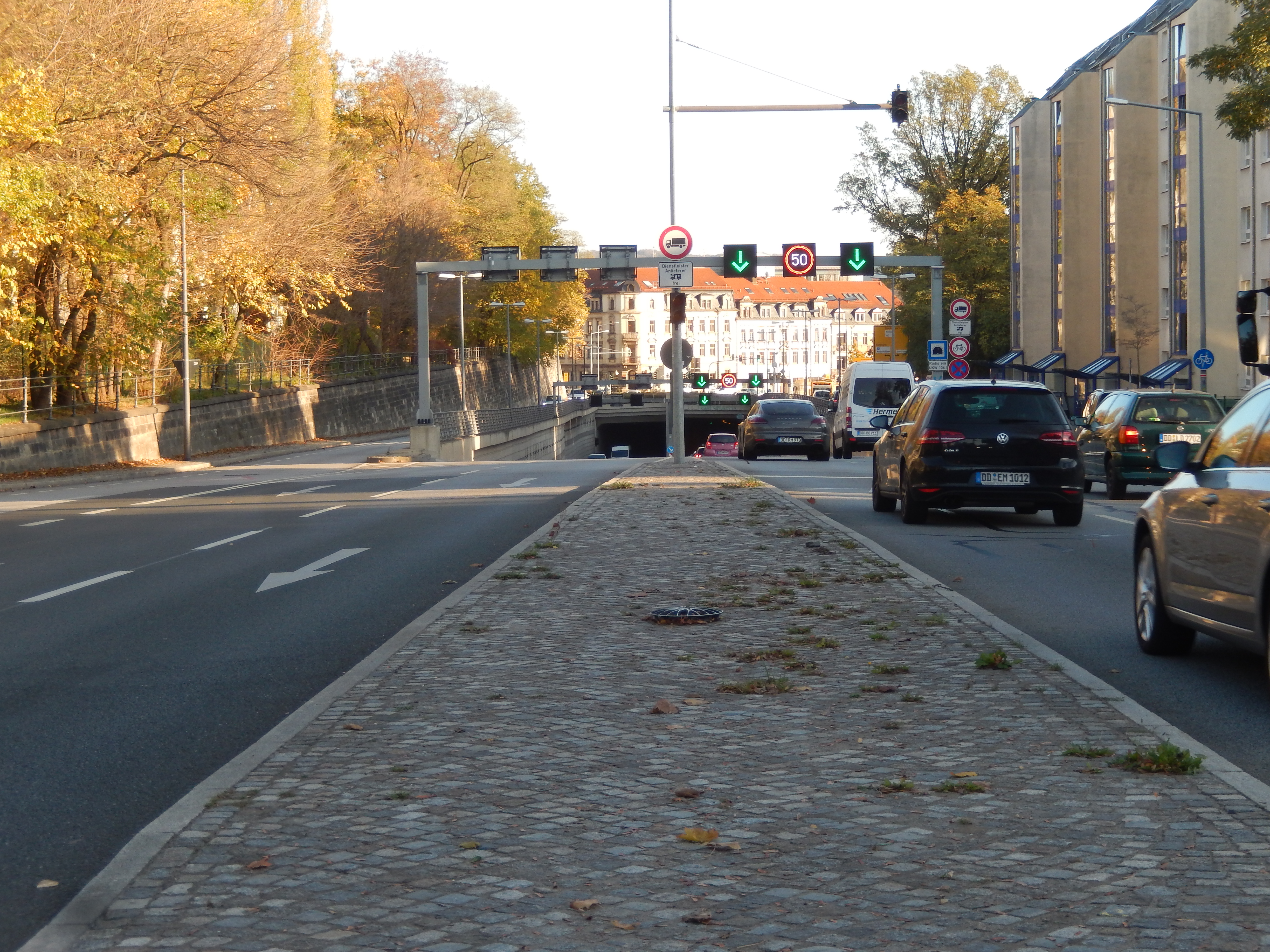
Tunnel Waldschlößchenbrücke, Radeberger Straße